# Lunca Ozunului, Covasna
Lunca Ozunului (maghiară Vesszőstelep) este un sat în comuna Ozun din județul Covasna, Transilvania, România. Se află în partea de sud-vest a județului, în Depresiunea Brașovului, pe Râul Negru.